# Gambia az 1992. évi nyári olimpiai játékokon
Gambia a spanyolországi Barcelonában megrendezett 1992. évi nyári olimpiai játékok egyik részt vevő nemzete volt. Az országot az olimpián 1 sportágban 5 sportoló képviselte, akik érmet nem szereztek.

## Atlétika
Férfi
| Versenyző                                                | Versenyszám     | Előfutam         | Előfutam         | Előfutam         | Negyeddöntő | Negyeddöntő | Negyeddöntő | Elődöntő | Elődöntő | Elődöntő | Döntő   | Döntő    |
| Versenyző                                                | Versenyszám     | Idő              | Hely.            | Össz.            | Idő         | Hely.       | Össz.       | Idő      | Hely.    | Össz.    | Idő     | Helyezés |
| -------------------------------------------------------- | --------------- | ---------------- | ---------------- | ---------------- | ----------- | ----------- | ----------- | -------- | -------- | -------- | ------- | -------- |
| Abdulieh Janneh                                          | 100 m           | 10,71            | 4.               | 39.*             | kiesett     | kiesett     | kiesett     | kiesett  | kiesett  | kiesett  | kiesett | kiesett  |
| Lamin Marikong                                           | 200 m           | 22,33            | 6.               | 68.              | kiesett     | kiesett     | kiesett     | kiesett  | kiesett  | kiesett  | kiesett | kiesett  |
| Lamin Marikong                                           | 400 m           | kizárták         | kizárták         | kizárták         | kiesett     | kiesett     | kiesett     | kiesett  | kiesett  | kiesett  | kiesett | kiesett  |
| Baba Njie                                                | 800 m           | nem állt rajthoz | nem állt rajthoz | nem állt rajthoz |             |             |             | kiesett  | kiesett  | kiesett  | kiesett | kiesett  |
| Momodou Bello N'Jie                                      | 1500 m          | erőnyerő         | erőnyerő         | erőnyerő         |             |             |             | 4:13,52  | 13.      | 25.      | kiesett | kiesett  |
| Dawda Jallow Momodou Sarr Abdulieh Janneh Lamin Marikong | 4 × 100 m váltó | 40,98            | 6.               | 20.              |             |             |             | kiesett  | kiesett  | kiesett  | kiesett | kiesett  |

* - egy másik versenyzővel azonos időt ért el